# 松山幸次
松山 幸次（まつやま こうじ、1975年3月13日 - 2015年11月21日）は、日本の男性俳優。東京都出身。身長164cm、体重110kg、血液型はAB型。サラ・プロジェクト/トツゲキ倶楽部所属。

## 概要
ぽっちゃりした体型が特徴で、多くのテレビドラマに脇役として出演した。
2013年暮れに体調を崩し、翌年に緊急入院した。2015年11月21日、自宅で倒れているところを家族に発見され、そのまま死去したことが兄によって報告された。享年40。亡くなる前日までは体調を崩すことなく元気にグレート義太夫と食事を摂っており、その様子が彼のブログでも紹介されている。義太夫との会食の際に「最近やたら喉が渇く」といった体調の悩みを話しており、義太夫から病院で受診した方がいいと助言を受けた矢先の出来事であった。

## 出演作品

### テレビドラマ
- 春よ、来い（1994年 - 1995年、NHK）
- 金田一少年の事件簿 第1シリーズ第5話（1995年、日本テレビ） - 仁藤伸幸
- 銀狼怪奇ファイル（1996年、日本テレビ） - 木ノ内太
- 金田一少年の事件簿 第2シリーズ第7話（1996年、日本テレビ） - 木ノ内太
- 白線流し 19の春（1997年、フジテレビ）
- 水の中の八月（1998年、NHK-BS）
- お仕事です! 第1話（1998年、フジテレビ）
- ハルモニア この愛の涯て（1998年、日本テレビ） - ナオキ
- ソムリエ（1998年、フジテレビ）
- 20歳のエンゲージ（1999年、日本テレビ）
- コワイ童話「みにくいアヒルの子」（1999年、TBS）
- 意地悪ばあさんリターンズ 伝説のばあさんVS湾岸署スリーアミーゴス意地悪バトル（1999年、フジテレビ）
- TEAM 第5話（1999年、フジテレビ）
- サイコメトラーEIJI 第2シリーズ第8話（1999年、日本テレビ） - 渡辺孝之
- ズッコケ三人組2 第5話（1999年、NHK教育） - 健二
- ナースのお仕事3 第16話（2000年、フジテレビ） - 柴田博之
- 伝説の教師 第10話（2000年、日本テレビ） - 高部史郎
- 怖い日曜日〜2000〜 第1回「エレベーター」（2000年、日本テレビ）
- 愛をください 第11・12話（2000年、フジテレビ）
- Ryo 恋の季節（2001年、日本テレビ）
- 新・お水の花道 第9話（2001年、フジテレビ）
- 恋愛偏差値第2章 Party 第3話（2002年、フジテレビ）
- 世にも奇妙な物語 2002年秋の特別編「声を聞かせて」（2002年、フジテレビ）
- サイコドクター 第6話（2002年、日本テレビ）
- ナイトホスピタル〜病気は眠らない〜 第4話（2002年、日本テレビ） - 菊池
- 人情とどけます〜江戸・娘飛脚〜（2003年、NHK）
- 伝説のマダム 第7話（2003年、日本テレビ）
- 独身3!! 第5話（2003年、テレビ朝日）
- ドールハウス（2004年、TBS）
- 恋のから騒ぎドラマスペシャル 〜Love StoriesII〜「ひきこもりの女」（2005年、日本テレビ）
- 相棒 season4 第13話（2006年、テレビ朝日） - お好み焼き屋店員
- スシ王子! 第3・4話（2007年、テレビ朝日） - 野呂山鉄平
- モップガール 第1話（2007年、テレビ朝日）

### 映画
- 友子の場合（1996年） - 小笠原誠
- ハート・オブ・ザ・シー（2003年）
- 仮面ライダー THE NEXT（2007年）
- 隣之怪 参談「ツイテナイ」（2007年）

### バラエティ
- 怪生伝（2014年、フジテレビ） - 馬場

### ゲーム
- 街 〜運命の交差点〜（1998年） - 白田琢朗

### CM
- 大正製薬「大正漢方胃腸薬」